# Magierów (Golcowa)
Magierów – część wsi Golcowa w Polsce, położona w województwie podkarpackim, w powiecie brzozowskim, w gminie Domaradz.
W latach 1975–1998Magierów należał administracyjnie do województwa krośnieńskiego